# Hemsol
Hemsol, stiliserat som HemSol, är en svensk jämförelsetjänst för solenergi grundad 2019. 
Hemsol hjälper privatpersoner att bland annat välja installatörer och besiktningar av solceller. Tjänsten har även ett solcellsindex för att visa solcellernas potential i Sverige.